# Indie rock
L'indie rock (diminutiu de rock independent) és un subgènere del rock alternatiu que va aparèixer al Regne Unit i als Estats Units en els anys 80. El significat del terme "indie rock" encara es rebat actualment per molts músics, admiradors i experts. L'ús majoritari del terme "indie" és el de descriure la música rock que està produïda per artistes que treballen dins de segells discogràfics independents i locals de música underground que va emergir als EUA i en altres llocs en els anys 80 i 90. Uns altres veuen l'indie rock com un gènere diferent de la música rock amb una estètica artística específica, i deixa a banda la part del context en què va aparéixer. Molts altres ajunten els dos significats, creient que l'estètica del gènere i la producció estan interrelacionades profundament.
Els artistes de l'indie rock són coneguts per tindre un control absolut de la seua música i de la carrera del grup, traure al mercat àlbums en discogràfiques independents i per confiar la seua promoció en les gires, el boca a boca, eixir en ràdios independents o universitàries i, en els últims anys, en internet. Malgrat açò, als anys 2000 molts grups amb un estil musical identificat com a "indie" van signar per grans discogràfiques o de les seues subsidiàries, i van començar a promocionar-se ells mateixos per mitjans d'informació més tradicionals. Tot açò ha fet que el significat del terme s'haja difuminat.

## Història

### Anys huitanta
A mitjans dels 80, el terme rock alternatiu era més o menys sinònim a indie rock. Als EUA, el terme "indie rock" s'associava particularment amb els sons distorsionats de Hüsker Dü, Sonic Youth, Minutemen, Meat Puppets, Dinosaur Jr., Pixies and The Replacements. R.E.M. s'associa més aviat amb el moviment college rock dels 80. Al Regne Unit, artistes d'indie pop com Aztec Camera, Josef K, i Orange Juice van aparéixer als 80. Aquesta era també va veure el naixement del moviment indie-pop del C86 i el twee pop dels artistes de Sarah Records.
Als anys 80 van nàixer un gran nombre de discogràfiques d'indie rock com Dischord Records de Washington, DC en 1980, Sub Pop Records de Seattle en 1986, Matador Records i Durham de Nova York i Merge Records de Carolina del Nord en 1989. Touch and Go Records de Chicago va començar com un fanzine en 1979 que avançat els 80 va començar a editar discos.

### Anys noranta

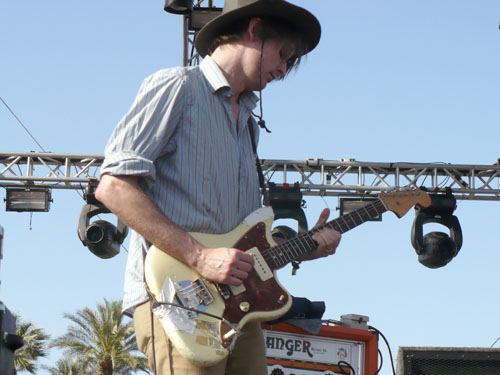
Cantant/guitarrista de Pavement, Steve Malkmus

Els anys 90 van portar canvis grans a l'escena del rock alternatiu. El grunge de grups com Nirvana, Alice in Chains, Soundgarden i Pearl Jam van entrar dins del mainstream, assolint llocs alts a les llistes d'èxits comercials i donant-se a conéixer. El Punk revival de grups com Green Day i The Offspring també es van fer populars i els van agrupar dins de l'aixopluc del terme "alternatiu". El significat del terme "alternatiu" va canviar quan l'èxit comercial va atraure inversions de les principals discogràfiques i accions orientades o fabricades de manera comercial amb un enfocament conservador. Amb tot açò, el mot "alternatiu" perd el seu significat de contra-cultura i comença a referir-se a una nova manera de fer música que estava assolint èxits al mainstream. El terme "indie rock" va començar a relacionar-se amb els grups i els gèneres que es van quedar underground.
La dècada del 1990 va veure emergir manta moviments dins de l'indie rock. El moviment lo-fi va ser encapçalat per Beck Hansen, Elliott Smith, Pavement, Guided by Voices, Neutral Milk Hotel i altres grups associats a la Elephant 6 Recording Company com of Montreal i The Apples in Stereo. Se li va donar més importància a les tècniques senzilles de gravació (incloent-hi la gravació casolana), indiferència irònica, i al desinterés de reeixir a l'escena del rock alternatiu comercial.
El moviment emo, el qual es va desenvolupar des de l'escena del hardcore punk als 80 amb grups com Rites of Spring, va assolir popularitat a l'hora que la dècada dels 90 avançava. Sunny Day Real Estate, The Promise Ring, The Get Up Kids i altres van portar un so més melòdic al gènere. El disc Pinkerton de Weezer va introduir aquest gènere a un públic més ampli i més comercial. Anys després, el terme "emo" s'aplicaria a una gran varietat de grups més comercials per part de la premsa musical.
Els discs de Talk Talk, Spirit of Eden i Laughing Stock i el disc de Slint, Spiderland, va fer de catalitzador del desenvolupament del post-rock i el math rock. El Post-rock, un estil experimental influït pel jazz i la música electrònica, es va convertir en un gènere reconegut com a tal amb el grup Tortoise i els seus coetanis de Chicago, els quals van aconseguir un suport nacional a mitjan dècada. El Math rock comparteix la mateixa estètica experimental però tendeix a ser més dens i més abrasiu. Don Caballero, Chavez i altres van contribuir al seu èxit en popularitat durant els 90.

## Dècada del 2000 i popularitat actual
Ja en la dècada del 2000, el canvi de la indústria musical i l'augment de l'ús d'internet com a eina de promoció musical va permetre que un gran nombre de formacions d'indie rock assoliren l'èxit comercial al mainstream. Modest Mouse va ser una de les primeres bandes indie dels 90 a fer el salt a una gran discogràfica, signant amb Epic Records l'any 2000. El seu àlbum del 2004 Good News for People Who Love Bad News va ser nominat a un Grammy al millor àlbum de rock alternatiu. Després de molts anys a la discogràfica Barsuk, Death Cab for Cutie va signar per Atlantic Records el 2004. El seu àlbum de 2005 Plans va ser nominat al Grammy pel millor àlbum alternatiu d'aqueix any i es va situar a les llistes de Billboard durant 47 setmanes consecutives i va aconseguir el disc de platí. Al novembre de 2004, dos singles de Bright Eyes, "Lua" i "Take It Easy (Love Nothing)", va assolir els dos primers llocs a la llista de Billboard dels 100 singles més venuts. El 2010, l'àlbum d'Arcade Fire The Suburbs va assolir el número 1 a les llistes dels EUA i Regne Unit de la Billboard i van rebre una nominació als Grammy per l'àlbum de l'any. The Walkmen, LCD Soundsystem, Vampire Weekend, Interpol, Spoon, MGMT, Grizzly Bear, The Killers, The National i Gorillaz també han gaudit d'una popularitat al mainstream. S'han suggerit algunes raons d'aquests èxits incloent el declive de les vendes de discos i l'increment de l'exposició audiovisual dels artistes indie deguda al màrqueting per internet.